# Беломлинская, Виктория Израилевна
Викто́рия Изра́илевна Беломли́нская (урождённая Анцелович, псевдоним — Викто́рия Пла́това; 1937, Ленинград — 2008) — русская писательница. 

## Биография
Родилась в Ленинграде в семье журналиста и фотографа Израиля Марковича Анцеловича (1905—1977). В 1956 году поступила в Школу-студию МХАТ, но ушла после 1-го курса. 
Писала прозу, в СССР не издавалась (за исключением публикации одного рассказа в 1974 году). 
В 1989 году вместе с мужем и детьми эмигрировала в США.

## Творчество
Дважды финалистка Букеровской премии: 1994, цикл рассказов «Роальд и Флора»; 1999, повесть «Берег».
Виктория и Михаил Беломлинские с юных лет были близко знакомы с Иосифом Бродским, неоднократно выступали с воспоминаниями о нём (см., например,  Архивная копия от 30 сентября 2007 на Wayback Machine).

## Семья
В 1959 году вышла замуж за художника Михаила Беломлинского (1934—2020).
Дочери — писательница и поэтесса Юлия Беломлинская (род. 1960) и художница Елизавета Беломлинская (англ. Elisabeth Belomlinskaya; род. 1977).